# Wiederkunft Christi (Kolbermoor)
Die Kirche Wiederkunft Christi ist neben der älteren Kirche Heilige Dreifaltigkeit eine der beiden Pfarrkirchen des römisch-katholischen Pfarrverbands Stadtkirche Kolbermoor, einer Stadt im oberbayrischen Landkreis Rosenheim. Sie ist Teil des Dekanats Bad Aibling der Seelsorgsregion Süd im Erzbistum München und Freising. Die 1971 geweihte Kirche ist der endzeitlichen Wiederkunft Christi in die Welt gewidmet und entbehrt daher eines Patronatsfests.

## Lage
Die Kirche liegt in einem Ende der 1960er Jahre neuentstandenen Stadtteil Kolbermoors südlich der Mangfall in der Nordostecke eines trapezförmigen Areals, das im Uhrzeigersinn auch ein Pfarrhaus, einen Kindergarten, ein Pfarrheim mit -saal und einen Kinderhort beheimatet. Kindergarten und -hort werden inzwischen vom Caritasverband der Erzdiözese München und Freising e. V. betrieben. Die Gesamtfläche ist bislang der einzige soziale Treffpunkt Kolbermoors südlich der Mangfall.

## Geschichte
Eine Kirchenstiftung „Wiederkunft Christi“ wurde bereits am 11. Februar 1965 errichtet, zu deren Kurat am 29. März jenes Jahrs der damalige Kolbermoorer Kaplan und heutige Ehrenbürger Eugen Klaas ernannt wurde. Seine Aufgabe war es, die neue Pfarrei aufzubauen und zugleich den Bau von Kirche sowie Gemeindezentrum voranzutreiben.
Kirche und Altar konnten schließlich am 19. Dezember 1971 durch Weihbischof Matthias Defregger geweiht werden. Der Bau des vom Kirchengebäude getrennt aufragenden Turms wurde allerdings erst am 17. November 1990 abgeschlossen. Auch dessen Glocken wurden von Weihbischof Defregger geweiht.
Am 30. November 2014 wurde die Pfarrei Wiederkunft Christi gemäß erzbischöflichem Dekret mit der Pfarrei Heilige Dreifaltigkeit zum Pfarrverband Stadtkirche Kolbermoor zusammengelegt.

## Architektur
Wegen des hohen Grundwasserstands liegt das Fundament der Kirche auf tiefreichenden Betonpfählen auf. Aber auch das Gebäude selbst besteht aus Betonfertigteilen und besitzt eine freitragende Decke. Der gleichfalls in Betonbauweise errichtete Turm erreicht eine Höhe von 41 Metern.

## Ausstattung
Über der Priesterbank der Kirche hängt ein Mosaikkreuz. 1987 ergänzte der Kirchenmaler Werner Persy aus Trier auf den zahlreichen Betonwänden einen großflächigen Kreuzweg.

## Orgel

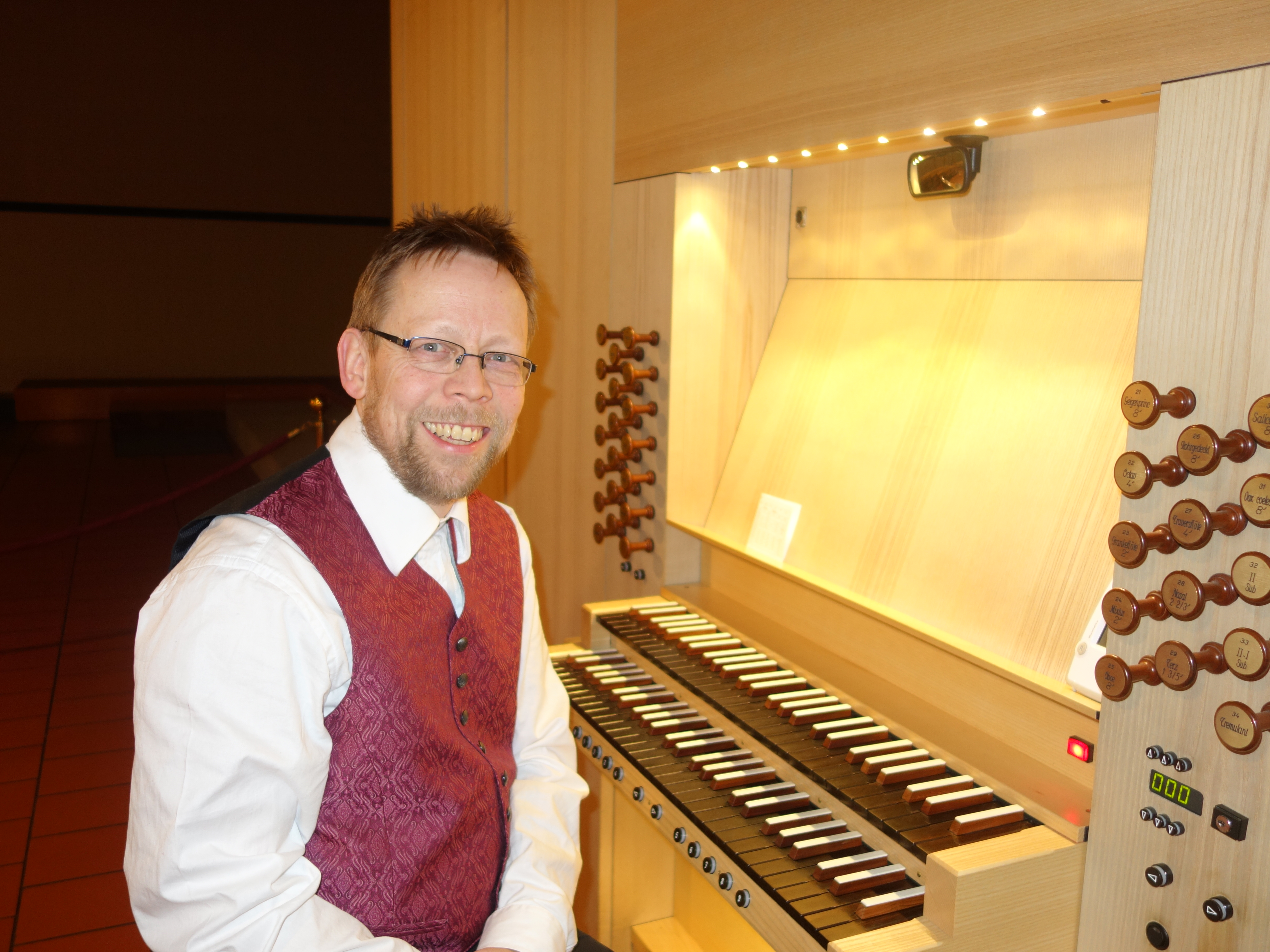
Dekanatskirchenmusiker Gerhard Franke (2020) am Spieltisch der Frenger & Eder-Orgel (2012) in Kolbermoor, Wiederkunft Christi

2012 erhielt die Kirche eine Orgel der Werkstätte Frenger & Eder aus Bruckmühl. Das Instrument verfügt über 23 klingende Register auf zwei Manualen und Pedal – zuzüglich eines Vorabzugs, dreier Transmissionen und einer Extension. Seine Spieltraktur ist mechanisch, die Registertraktur elektrisch. Die Disposition des Schleifladeninstruments lautet wie folgt:
| I Hauptwerk C–g3 |                          |       |
| 1.               | Bourdon                  | 16′   |
| 2.               | Principal (tw. Prospekt) | 8′    |
| 3.               | Gamba                    | 8′    |
| 4.               | Gedeckt                  | 8′    |
| 5.               | Octave                   | 4′    |
| 6.               | Rohrflöte                | 4′    |
| 7.               | Quinte                   | 2 ⁄3′ |
| 8.               | Superoctave              | 2′    |
| 9.               | Mixtur IV                | 1 ⁄3′ |
| 10.              | Trompete                 | 8′    |

| II Schwellwerk C–g3 |                                     |        |
| 11.                 | Geigenprincipal                     | 8′     |
| 12.                 | Salicional                          | 8′     |
| 13.                 | Rohrgedeckt                         | 8′     |
| 14.                 | Vox coelestis (ab c)0               | 8′     |
| 15.                 | Octave                              | 4′     |
| 16.                 | Traversflöte                        | 4′     |
| 17.                 | Nasat                               | 2 ⁄3′  |
| 18.                 | Frankeflöte (= Vorabz. von Nr. 19)0 | 2′     |
| 19.                 | Terz                                | 1 3⁄5′ |
| 20.                 | Mixtur IV                           | 2′     |
| 21.                 | Oboe                                | 8′     |
|                     | Tremulant                           |        |

| Pedal C–f1 |                                   |     |
| 22.        | Violon (tw. Prospekt)             | 16′ |
| 23.        | Subbaß (= Transm. von Nr. 1)      | 16′ |
| 24.        | Octavbaß                          | 8′  |
| 25.        | Gedecktbaß (= Transm. von Nr. 4)0 | 8′  |
| 26.        | Choralbaß (= Ext. von Nr. 22)     | 4′  |
| 27.        | Posaune                           | 16′ |
| 28.        | Trompete (= Transm. von Nr. 10)   | 8′  |

- Koppeln:
  - Normalkoppeln: II/I, I/P, II/P
  - Suboktavkoppeln: II/I, II/II
- Spielhilfen: 4000 Setzerkombinationen

Die Weihe der Orgel erfolgte am 29. September 2012 im Rahmen einer Vesper, tags darauf folgte ein Einweihungskonzert. In beidem spielte der auch heute (Stand 2022) noch für Kolbermoor zuständige Kirchenmusiker Gerhard Franke, nach dem auch der Vorabzug im Schwellwerk benannt ist. Zuständiger Sachverständiger für den Orgelbau war Friedemann Winklhofer gewesen.
Das Vorhaben des Orgelbaus wurde durch den Förderverein Aktion: Pfeifenorgel für Wiederkunft Christi, Kolbermoor e. V. begleitet, dessen Aktivitäten nach Fertigstellung des Instruments in dem weit umfassenderen pizzicato Kulturverein Kolbermoor e. V. aufgegangen sind. Dieser organisiert an der Frenger & Eder-Orgel u. a. allmonatlich ein Orgelkonzert.

## Glocken
Alle fünf Glocken der Kirche wurden 1990 von der Glockengießerei Rudolf Perner aus Passau gegossen. Das Geläut setzt sich wie folgt zusammen:
| Glocke | Name              | Schlagton | Gewicht | Durchmesser | Inschrift                             |
| ------ | ----------------- | --------- | ------- | ----------- | ------------------------------------- |
| 1      | Christus-Glocke   | f′+6      | 965 kg  | 1197 mm     | Ich komme wieder                      |
| 2      | Marien-Glocke     | g′-4      | 712 kg  | 1065 mm     | Maria bitt für uns                    |
| 3      | Josefs-Glocke     | a′-4      | 495 kg  | 960 mm      | Segne unsere Arbeit                   |
| 4      | Korbinians-Glocke | c″+1      | 281 kg  | 786 mm      | Beschütze unsere Heimat!              |
| 5      | Michaels-Glocke   | d″-8      | 195 kg  | 705 mm      | Gott lobe ich – die Toten geleite ich |